# Esercizi di stile (film)
Esercizi di stile è un film collettivo a episodi realizzato nel 1996.

## Trama
Partendo da una storia d'addio, ogni regista sviluppa sullo stesso tema un episodio che fa riferimento a un genere e a un'impostazione diversa. Il titolo e l'idea del film sono ispirati dal libro omonimo di Raymond Queneau.

## Elenco episodi
- Un addio nel West (Omaggio a King Vidor)
- Era il maggio radioso
- L'alibi
- In ginocchio da te... la vendetta
- La guerra tra noi
- Myriam
- Uno più bravo di me
- Se son rose pungeranno
- Idillio edile
- Guardia e ladro
- Ti mangerei di baci
- Senza uscita
- Anche i cani ci guardano
- L'esploratore